# باکستر
باکستر (به انگلیسی: The Baxter) فیلمی محصول سال ۲۰۰۵ و به کارگردانی مایکل شوالتر است. در این فیلم بازیگرانی همچون مایکل شوالتر، الیزابت بنکس، میشل ویلیامز، جاستین ثرو، زاک اورث، پیتر دینکلیج، کاترین لوید برنس، پل راد، هویلند موریس، دیوید وین، جو لو ترولیو، کن مارینو و سارا درو ایفای نقش کرده‌اند.